# Maxim Biller
Maxim Biller (* 25. srpna 1960 Praha) je německý spisovatel a sloupkař.

## Život

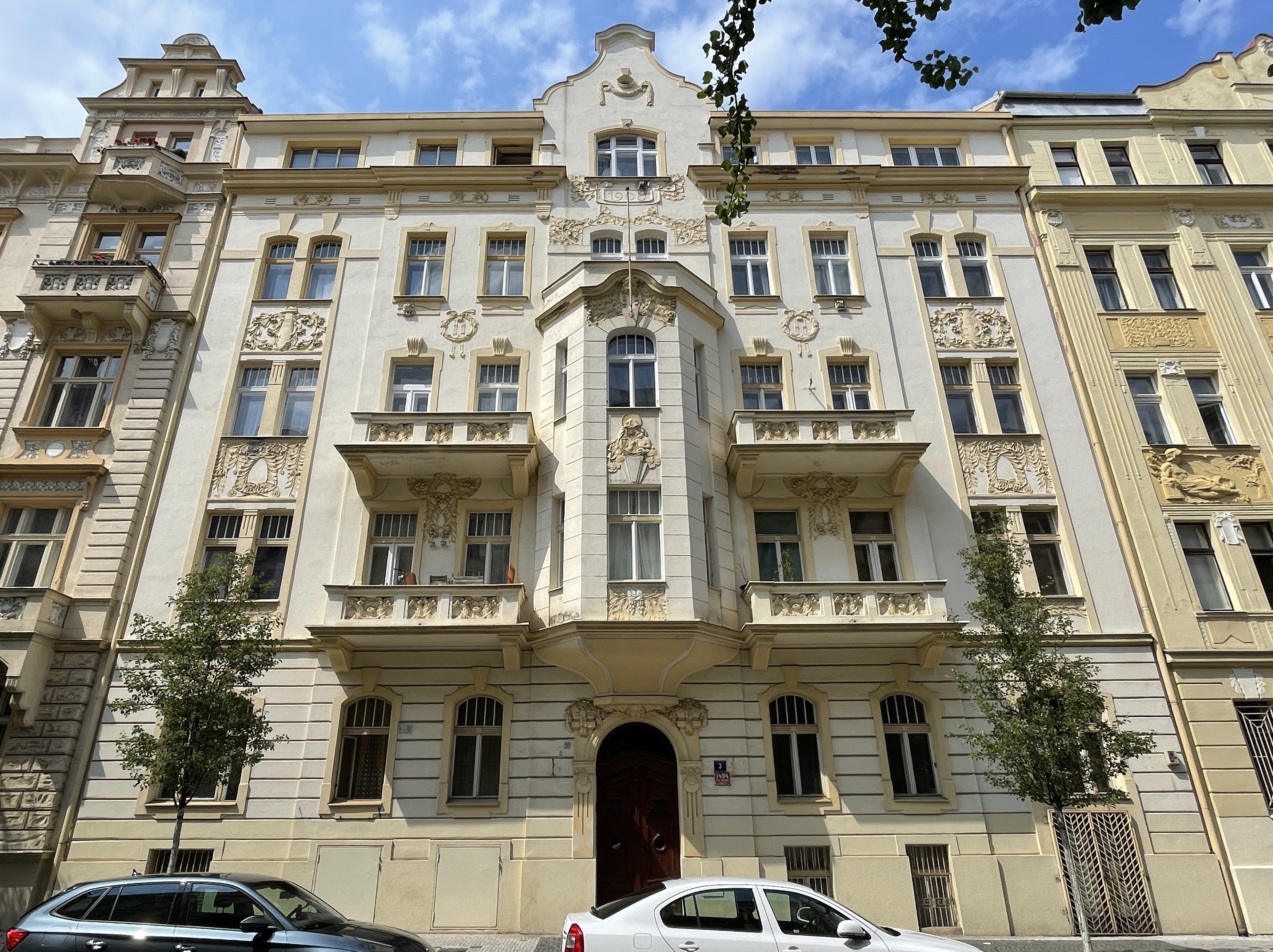
Secesní činžovní dům v Praze v Krkonošské ulici č. 3, kde žili manželé Billerovi a jejich syn.

Narodil se v Praze v rusko-židovské rodině, která roku 1970 emigrovala do Západního Německa. Jeho otec Semjon-Jevsej Biller (1931, Kuncevo u Moskvy - 2017, Hamburk) byl lingvista z česko-ruské rodiny a jeho matka Rada Billerová (1930/1931, Baku - 11. září 2019, Hamburk) geografka a spisovatelka rusko-židovského původu.
Biller studoval v Hamburku a Mnichově, kde začal přispívat do novin a týdeníků včetně life-stylového časopisu Tempo. Jeho sestra Elena Lappin je rovněž spisovatelkou. Od roku 1990, kdy vyšel povídkový soubor Až budu bohatý a mrtvý, je Biller obecně známým autorem.
Biller žije v Berlíně a pravidelně píše sloupky do Frankfurter Allgemeine Zeitung. Billerovo sarkastické a provokativní dílo opakovaně vzbuzuje kontroverze; vydání románu Esra (2003) mělo dokonce soudní dohru, kdy autora zažalovali ti, kteří se poznali v románových postavách.
Od roku 2015 vystupoval Biller v diskusním pořadu o literatuře Das Literarische Quartett (Literární kvartet), který vysílá ZDF. V lednu 2017 však oznámil, že už se kritických diskusí nadále nebude účastnit, neboť se chce opět více věnovat vlastní literární tvorbě.

## Literární ocenění
- 1991 - Pobytové stipendium berlínského senátu (Aufenthaltsstipendium des Berliner Senats)
- 1992 - Stipendium města Mnichova (Stipendium der Stadt München)
- 1994 - Tukan-Preis der Stadt München
- 1995 - Stipendium Německého literárního fondu (Stipendium des Deutschen Literaturfonds)
- 1996 - Cena Štýrskohradecké Nadace Otto Stoessla (Preis der Grazer Otto-Stoessl-Stiftung)
- 1996 - Preis der Jury des Europäischen Feuilletons in Brno/Brünn
- 1999 - Cena Theodora Wolffa (Theodor-Wolff-Preis)
- 2008 - Profesura bratří Grimmů na univerzitě v Kasselu (Brüder-Grimm-Professur der Universität Kassel)
- 2012 - Würth-Literaturpreis der Universität Tübingen

## Dílo

### Romány
- Harlem Holocaust (1998)
- Die Tochter (2000, Dcera)
- Esra (2003)

### Novely
- Im Kopf von Bruno Schulz (2013, V hlavě Bruna Schulze)

### Povídkové sbírky
- Wenn ich einmal reich und tot bin (1990, č. Až budu bohatý a mrtvý, přel. Jana Zoubková, Hynek 2000)
- Land der Väter und Verräter (1994, č. Země otců a zrádců, přel. Jana Zoubková, Labyrint 2011)
- Bernsteintage (2004)
- Moralische Geschichten (2005)
- Liebe heute (2007, č. Obyčejné lásky, přel. Jana Zoubková, Labyrint 2010)

### Knihy pro děti
- Adas größter Wunsch (2005)
- Ein verrückter Vormittag (2008)
- Jack Happy (2014)

### Divadelní hry
- Kühltransport (2001)
- Menschen in falschen Zusammenhängen (2006) - komedie
- Der Fall Esra. Rezeptionsdrama eines Romans (2009)
- Adam und Esra (2010)
- Kanalratten. Theaterstück (2013)

### Eseje a reportáže
- Die Tempojahre (1991) - eseje
- Deutschbuch (2001)

### Další spisy
- Der perfekte Roman (2003) - čítanka
- Der gebrauchte Jude. Ein Selbstportät (2009 č. Židovský blues, přel. Jana Zoubková, Labyrint, Praha, 2015) - autobiografie,

### V českém překladu
Kromě výše uvedených knih vyšlo v českém překladu časopisecky též:
- Harlem Holocaust (ukázka ze stejnojmenného románu), in Světová literatura 38, 1993/2, str. 34-51, přel. Marek Nekula.
- Když přijde kocour, in Host 21, č. 9, 2005, str. 64-68, přel. Marek Nekula